# Cratere Egres
Egres è un cratere sulla superficie di Callisto.